# 로버트 머몬
로버트 머몬(Robert Mammone, 1971년 ~ )은 오스트레일리아의 배우이다.